# Мебш Михайло Павлович
Михайло Павлович Мебш (25 травня 1921 — 27 березень 1944) — червонофлотець Робітничо-селянської Червоної армії, учасник німецько-радянської війни, Герой Радянського Союзу (1945).

## Біографія
Михайло Мебш народився 25 травня 1921 року в селі Подолянське (нині — Деражнянський район Хмельницької області України). До війни працював у колгоспі. У 1941 році Мебш був призваний на службу у Військово-морський флот СРСР. Із травня 1943 року — на фронтах Німецько-радянської війни. До березня 1944 року червонофлотець Михайло Мебш був розвідником розвідвзводу 384-го окремого батальйону морської піхоти Одеської військово-морської бази Чорноморського флоту. Відзначився під час звільнення Миколаєва.
У складі десантної групи Костянтина Ольшанського Мебш у березні 1944 року висадився в Миколаївському річковому порту і протягом двох діб взяв активну участь у відбитті вісімнадцяти ворожих контратак. 7 березня 1944 року Мебш загинув у бою практично з усіма своїми товаришами, проте ольшанці успішно виконали бойове завдання, знищивши близько 700 німецьких солдатів і офіцерів і велику кількість бойової техніки. Похований у Сквері 68-ми десантників у Миколаєві.
Указом Президії Верховної Ради СРСР від 20 квітня 1945 року за «зразкове виконання бойових завдань командування на фронті боротьби з німецькими загарбниками і виявлені при цьому відвагу і геройство» червонофлотець Михайло Мебш посмертно був удостоєний високого звання Героя Радянського Союзу. Також посмертно був нагороджений орденом Леніна.